# کنفرانس جهانی توسعه‌دهندگان اپل

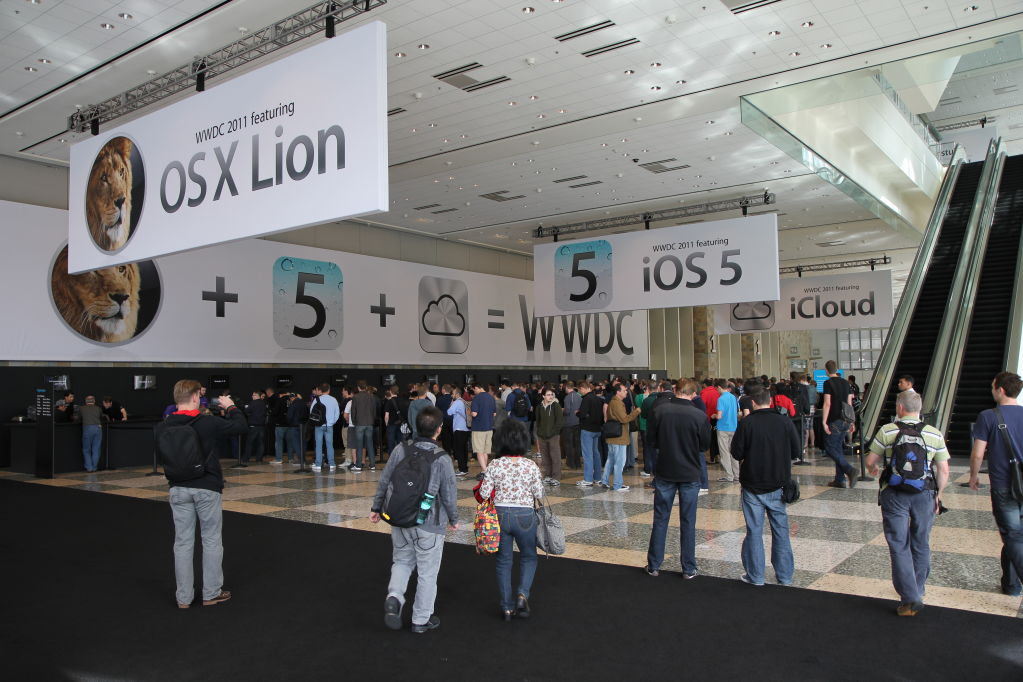
کنفرانس جهانی توسعه‌دهندگان اپل در سال ۲۰۱۱. این آخرین کنفرانسی بود که توسط استیو جابز قبل از استعفا و مرگش میزبانی شد.

کنفرانس جهانی توسعه‌دهندگان اپل (به انگلیسی: Apple Worldwide Developers Conference) (به شکل خلاصه WWDC) کنفرانسی است که به شکل سالیانه در کالیفرنیا و به وسیله شرکت اپل برگزار می‌شود. این کنفرانس در ابتدا توسط اپل به منظور نمایش نرم‌افزارها و فناوری‌ها به توسعه‌دهندگان برگزار می‌شد. تعداد شرکت‌کنندگان در کنفرانس بین ۲۰۰۰ تا ۴۲۰۰ نفر متغیر است. اگرچه در سال ۲۰۰۷، استیو جابز اعلام کرد که تعداد شرکت کنندگان ۵۰۰۰ نفر بوده‌است.